# Бургалы
Бургалы́ (также Бургали, Санга) — река в России, протекающая по Момскому району Якутии, правый приток реки Ожогина. Длина реки — 174 км (от истока Ымкырчана — 190 км), площадь водосборного бассейна — 2140 км². 
Исток находится в центральной части Момского хребта, на высоте более 829 м над уровнем моря. В верховьях течёт на северо-восток в узком межгорном ущелье. Вытекая на низменный Ожогинский дол, река поворачивает на север, где она протекает в лесотундровой зоне, встречаются наледи. Перед устьем направление опять меняется на северо-восточное, русло начинает меандрировать, в долине реки — большое число некрупных озёр. Впадает в реку Ожогина на отметке ниже 81 м над уровнем моря в 434 км от её устья, немного выше впадения Тирехтяха. Ширина в нижнем течении — 38 м при глубине 1 м. Населённых пунктов на реке нет. 

## Основные притоки
Указаны поименованные притоки длиной 30 км и более
| Название | Расстояние от устья | Длина | Положение |
| -------- | ------------------- | ----- | --------- |
| Суланья  | 94                  | 84    | левый     |
| Ымкырчан | 134                 | 56    | правый    |

## Данные водного реестра
По данным государственного водного реестра России и геоинформационной системы водохозяйственного районирования территории РФ, подготовленной Федеральным агентством водных ресурсов:
- Бассейновый округ — Анадыро-Колымский
- Речной бассейн — Колыма
- Речной подбассейн — Колыма до впадения Омолона
- Водохозяйственный участок — Колыма от водомерного поста ГМС Коркодон до водомерного поста города Среднеколымск
- Код водного объекта — 19010100412119000038603